# Parkinson törvénye
Parkinson törvénye (Parkinson's Law) Cyril Northcote Parkinson brit történész ironikus, szellemes hangvételű esszéje, amely eredetileg 1955-ben jelent meg a londoni The Economistban. Ezt követően 1957-ben publikálta a Parkinson törvénye, vagy az érvényesülés iskolája című, számos országban népszerűvé vált művét, amely magyarul 1964-ben jelent meg először. Műve szellemes kommentárokat és aforizmákat tartalmaz korának bürokráciájáról és a korrupcióról. Tapasztalatait jórészt a második világháború idején, a brit hadsereg tisztjeként szerezte. A mű sikerét követően Parkinson még több, hasonló témájú könyvet publikált.
Az 1950-es években Parkinson vezette be a modern ügyintézésbe a kontrollingot, üzemtudományi mérőszámokat, új vezetési módszereket.

## Fő teóriája
Fő teóriája szerint „a munkavégzést mindig addig húzzák, hogy kitöltse az elvégzendő feladat rendelkezésére álló időt”. Cyril Northcote Parkinson először az 1955-ös vicces esszé bevezetőjeként írta le a törvényt, amely a brit közszolgálatban szerzett tapasztalatain alapul. Noha ő maga a cikkben nem ezt a megállapítást nevezte Parkinson törvényének, hanem a bürokratikus szervezetek növekedését leíró egyenletét (lásd hatástalansági együttható). Ezzel gyakran növekszik a dolgozói létszám, miközben a feladatok nem nőnek, sőt, akár csökkenhetnek. A köztudatban mégis másként terjedt el.

## Példa
A példában egy öregasszonynak fél napjába telik, hogy képeslapot küldjön unokahúgának. Részműveletek: Képeslap kiválasztása, szemüveg és cím keresése, szöveg írása, döntés arról, hogy vigyen-e esernyőt a feladáshoz. 
Ezzel szemben egy elfoglalt férfi három perc alatt elvégzi a teljes műveletsort.

## Átfogalmazásai
A törvényt több más formában is megfogalmazták. A legismertebb Stock–Sanford törvénye:
Ha az utolsó percig vársz, akkor csak egy percbe telik.
Horstman törvénye:
A munka kitölti a rendelkezésére álló időt.
Asimov törvénye:
Tíz óra alatt van időd arra, hogy kétszer annyi munkával maradj el, mint öt óra alatt.
Számítástudományi Parkinson-törvény:
Az adat kitölti azt a tárhelyet, ami rendelkezésére áll.
Mrs. Parkinson törvénye:
A nyomás/stressz által indukált verseny/hőség addig terjed, amíg el nem ér egy hűvösebb/nyugodtabb elmét.
Parkinson második törvénye (1979):
A költségek addig nőnek, amíg fel nem emésztik a teljes bevételt.
Parkinson tehetetlenségi törvénye:
A késedelem a megtagadás leghalálosabb formája.

## Általánosításai
Az adatokra és a munkaidőre vonatkozó Parkinson-törvény közös általánosítása:
Egy ingyenesen elérhető erőforrás iránti igény igazodik az erőforrásból elérhető mennyiséghez.
Gyakran kiegészítik a következő megállapítással:
De fordítva már nem igaz.
Az általánosítás erősen hasonlít a közgazdaságtan keresleti törvényéhez: minél olcsóbb egy termék vagy szolgáltatás, annál keresettebb. Erre indukált keresletként is hivatkoznak.
Egy másik alak:
A munkát a rendelkezésre álló idő alatt végzik el.
A vákuum törvénye:
A cselekvés kitölti azt az űrt, ami emberi hibából keletkezett.

## Magyarul
- Parkinson törvénye vagy Az érvényesülés iskolája. Szatíra; ford. Szász Imre; Közgazdasági és Jogi, Bp., 1964

## Fordítás
- Ez a szócikk részben vagy egészben  a   Parkinson's law című angol Wikipédia-szócikk fordításán alapul.  Az eredeti cikk szerkesztőit annak laptörténete sorolja fel. Ez a jelzés csupán a megfogalmazás eredetét és a szerzői jogokat jelzi, nem szolgál a cikkben szereplő információk forrásmegjelöléseként.
- Ez a szócikk részben vagy egészben  a   Parkinsonsche Gesetze című német Wikipédia-szócikk fordításán alapul.  Az eredeti cikk szerkesztőit annak laptörténete sorolja fel. Ez a jelzés csupán a megfogalmazás eredetét és a szerzői jogokat jelzi, nem szolgál a cikkben szereplő információk forrásmegjelöléseként.